# Szulchan aruch

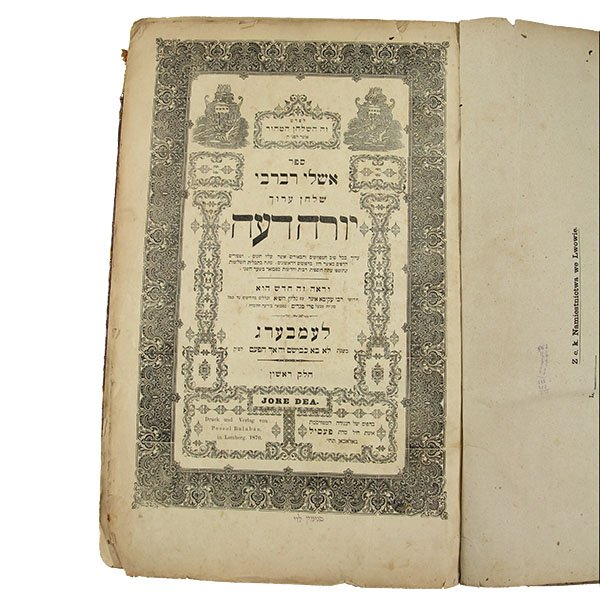
„Szulchan aruch”, traktat Jore Dea, druk Lwów 1870 r.

Szulchan aruch (hebr. ‏שולחן ערוך‎ = nakryty stół) – we współczesnym judaizmie podstawowy kodeks prawa żydowskiego (halachy). Ułożony został przez Józefa Karo i wydany w Wenecji w 1564. Ma formę komentarza do wcześniejszego kodeksu Arba Turim, dzieła Jaakowa ben Aszera z I poł. XIV w.
Szulchan aruch składa się z czterech części:
1. Orach Chaim – omawia między innymi praktyki religijne, służbę bożą i etykę,
2. Jore Dea – omawia m.in. prawa dotyczące uboju rytualnego, koszeru, czystości, żałoby,
3. Ewen Haezer – omawia m.in. prawa dotyczące małżeństw i rozwodów,
4. Choszen Miszpat – omawia prawo cywilne i zasady procedury sądowej.

Kodeks powstał w środowisku Żydów sefardyjskich, stąd nie uwzględniał lokalnych tradycji Aszkenazyjczyków. Stosowne uzupełnienie zwane Mapa (obrus) opracował krakowski rabin Mojżesz ben Israel Isserles zw. Remuh. Kodeks stanowi cały wykład tradycyjnych praktyk religijnych judaizmu.
Uwspółcześnionym wyciągiem z oryginalnego Szulchan aruch jest opracowany przez Szlomo Ganzfrieda w 1864 Kicur Szulchan aruch.